# Peter Taugwalder

Peter Taugwalder

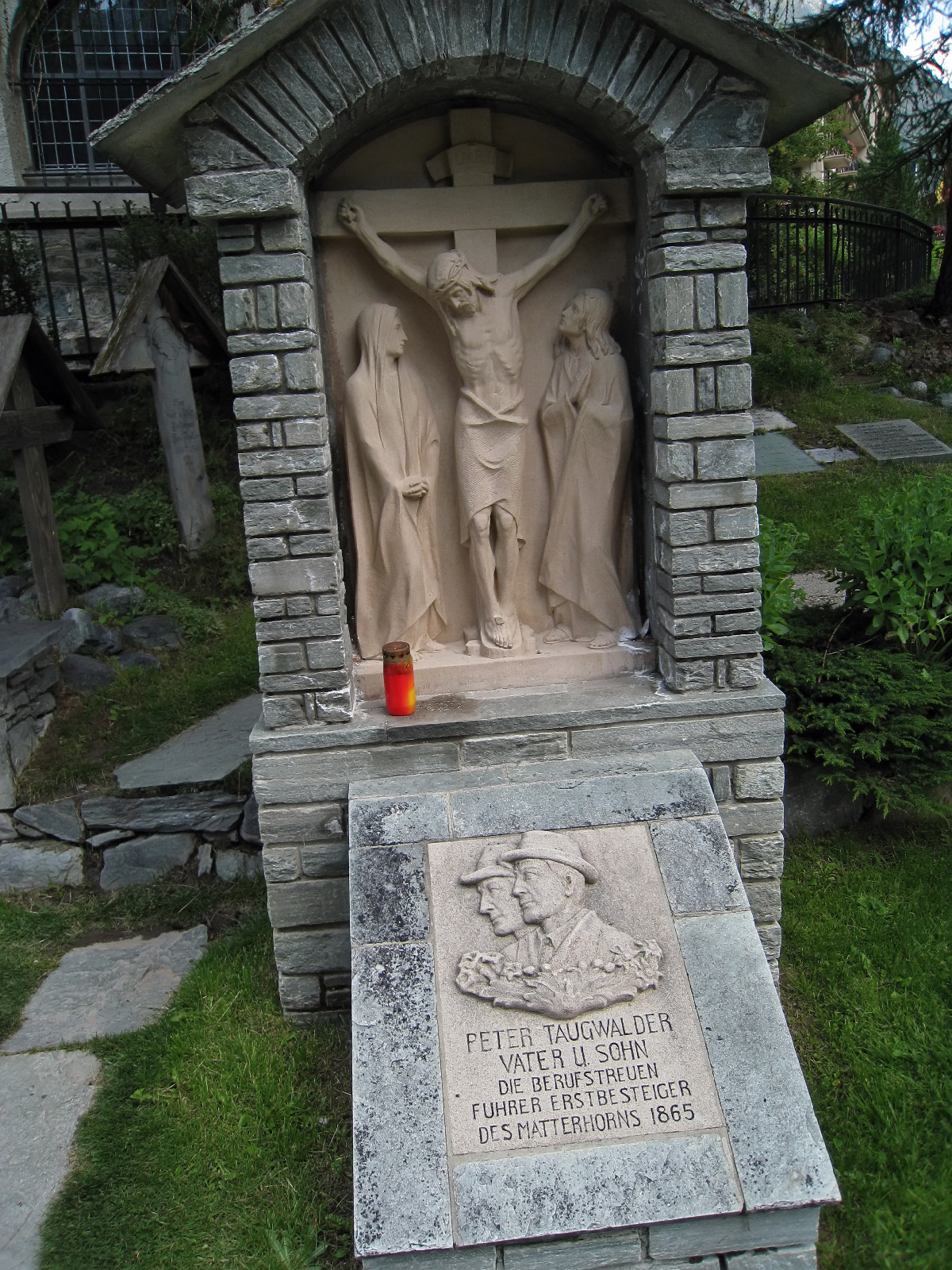
Grabstein in Zermatt

Peter Taugwalder (* 4. April 1820 in Zermatt; † 11. Juli 1888 am Schwarzsee, Zermatt) war ein Schweizer Bergsteiger und Bergführer.

## Erstbesteigung des Matterhorns
Peter Taugwalder fand seinen Platz in der Geschichte der Bergsteiger mit der Erstbesteigung des Matterhorns am 14. Juli 1865, zusammen mit seinem Sohn Peter Taugwalder, Edward Whymper, Francis Douglas, Charles Hudson, Michel Croz und Douglas Robert Hadow über den Hörnligrat von Zermatt aus zum Gipfel.
Beim Abstieg der Seilschaft stürzten vier Männer über die Nordwand zu Tode: Hadow rutschte aus, stürzte auf Croz und zog Hudson und Douglas mit sich. Beim Versuch Taugwalders, die Stürzenden zu halten, riss das Seil. Whymper und Vater und Sohn Taugwalder kehrten heil nach Zermatt zurück.

## Weiteres Leben
Neben einigen weiteren Erstbegehungen führte Taugwalder im Jahr 1851 die Brüder Schlagintweit als Zweitbegehung auf die Ostspitze des Monte Rosa.
Das Unglück am Matterhorn und die folgenden Beschuldigungen belasteten ihn sehr. Zwar war er noch einige Jahre als Bergsteiger unterwegs, aber schliesslich wanderte er für einige Jahre nach Nordamerika aus. Nach seiner Rückkehr starb er am Schwarzsee bei Zermatt.
Peter Taugwalder hatte drei Söhne, Peter, Joseph und Friedrich Taugwalder. Seine Eltern waren Bergbauern gewesen.

## Film
Im Juni 2018 zeigte SRF DOK erstmals den Dokumentarfilm Tod am Matterhorn – Die tragische Geschichte der Erstbesteigung, der die damaligen Ereignisse rekonstruiert.